# Wang (Germania)
Wang è un comune tedesco di 2 372 abitanti, situato nel land della Baviera.